# Стольберг, Карл
Карл Эмиль Стольберг (фин. Karl Emil Ståhlberg; 30 ноября 1862, Кухмониеми, Великое княжество Финляндское, Российская империя — 27 июня 1919, Хельсинки) — финский фотограф, предприниматель, инженер, режиссёр, продюсер. Считается отцом финского кино.

## Биография
Двоюродный брат Каарло Юхо Стольберга, первого президента Финляндии. Учился в Оулу. Получил образование инженера-геодезиста в Гельсинфорсе. Три года работал инженером на строительстве железной дороги Оулу.
Заинтересовался фотографией во время пребывания в Париже. Вернувшись на родину, в 1889 году основал собственную фотостудию «Ателье Стольберга» в Гельсинфорсе. Со временем открыл филиалы в Ваасе, Выборге, Тампере и Иматре. Фотоателье было преобразовано в акционерное общество и в 1899 году стало называться Atelier Apollo. На рубеже веков интерес Стольберга переключился с фотографии на кино.
В 1904 году он открыл первый в Финляндии кинотеатр под названием Världen Runt — Maailman Ympäri. Стольберг также в 1907 году снял первый финский художественный фильм «Тайные самогонщики» («Salaviinanpolttajat»). Был первым в стране кинопродюсером, изначально специализирующимся на создании короткометражных документальных фильмов.
Во многом повлиял на развитие финской фотографии. По его инициативе был подготовлен первый финский учебник по фотографии.